# Amt Homberg
Das Amt Homberg der Landgrafschaft Hessen bzw. später der Landgrafschaft Hessen-Kassel verwaltete die landgrafschaftlichen Besitzungen und die landgräfliche Gerichte, die in der Umgebung der Stadt Homberg lagen. Schriftliche Unterlagen hierzu sind seit 1338 nachweisbar.

## Geografie und Geschichte
Benachbarte landgräfliche Ämter, deren Amtsbereiche immer wieder einmal geändert wurden, waren das Amt Felsberg im Norden, das Amt Melsungen und das Amt Spangenberg im Nordosten, das Amt Gudensberg im Nordwesten, das Amt Rotenburg im Osten, das Amt Obergeis und das Amt Niederaula im Südosten, das Amt Ottrau im Süden, das Amt Schwarzenborn im Südwesten, und das Amt Borken im Westen. Andere Nachbarterritorien oder auch Enklaven gehörten z. B. den Grafen von Grafschaft Ziegenhain bzw. später zum hessischen Amt Ziegenhain, dem St. Petri-Stift in Fritzlar, der Abtei Hersfeld oder dem Homberger Kloster St. Georg.
Am 21. August 1821 wurde das Amt Homberg mit den beiden Ämtern Borken und Raboldshausen zum neuen Kreis Homberg vereinigt. Dabei wurden einige Orte aus den bisherigen Ämtern Borken und Homberg dem neuen Kreis Fritzlar zugeteilt.

## Zugehörige Orte
| 1490                            | 1575              | 1742                                  |
| ------------------------------- | ----------------- | ------------------------------------- |
| Stadt Homberg                   | Stadt Homberg     | Stadt Homberg                         |
| Allendorf                       | Allendorf         | Allendorf                             |
| Allmuthshausen                  | Allmuthshausen    | Allmuthshausen                        |
| Appenfeld                       | Appenfeld         | Appenfeld                             |
| Berge                           | Berge             | Berge                                 |
|                                 | Berndshausen      | Berndshausen                          |
|                                 | Bubenrode         | Bubenrode                             |
| Caßdorf                         | Caßdorf           | Caßdorf                               |
| Dagobertshausen                 | Dagobertshausen   |                                       |
| Dickershausen                   | Dickershausen     | Dickershausen                         |
| Dörnishöfe                      | Dörnishöfe        |                                       |
| Ebersdorf                       |                   |                                       |
|                                 |                   | Ellingshausen                         |
| Engels                          |                   |                                       |
|                                 | Falkenberg        | Falkenberg                            |
|                                 | Freudenthal       | Freudenthal                           |
| Frielendorf                     |                   |                                       |
| Gebersdorf                      |                   |                                       |
| Georgenberg (Kloster St. Georg) | Kloster St. Georg |                                       |
|                                 |                   | Grebenhagen                           |
| Grenzebach                      |                   |                                       |
| Hebel                           | Hebel             | Hebel                                 |
|                                 | Hergetsfeld       | Hergetsfeld                           |
|                                 | Hof Baßfeld       | Hof Baßfeld                           |
|                                 |                   | Hof Largesberg                        |
|                                 |                   | Hof Lembach                           |
|                                 |                   | Höfe Ober-, Mittel-, Unter-Neuenstein |
|                                 | Hof Sauerburg     | Hof Sauerburg                         |
|                                 | Hof Steindorf     |                                       |
|                                 |                   | Hof Willershain                       |
|                                 | Hof Wintzenhain   |                                       |
| Holzhausen                      | Holzhausen        | Holzhausen                            |
| Hombergshausen                  | Hombergshausen    | Hombergshausen                        |
| Hülsa                           | Hülsa             | Hülsa                                 |
| Lembach                         | Lembach           |                                       |
| Lendorf                         | Lendorf           | Lendorf                               |
| Leuderode                       | Leuderode         | Leuderode                             |
| Linsingen                       |                   |                                       |
| Lützelwig                       | Lützelwig         | Lützelwig                             |
| Mardorf                         | Mardorf           | Mardorf                               |
| Mörshausen                      | Mörshausen        | Mörshausen                            |
| Mosheim                         | Mosheim           | Mosheim                               |
| Mühlhausen                      | Mühlhausen        | Mühlhausen                            |
|                                 |                   | Mühlbach                              |
|                                 |                   | Neuenstein                            |
|                                 | Nieder-Beisheim   | Nieder-Beisheim                       |
|                                 | Ober-Beisheim     | Ober-Beisheim                         |
| Ostheim                         |                   |                                       |
|                                 |                   | Raboldshausen                         |
| Reddingshausen                  | Reddingshausen    | Reddingshausen                        |
| Reibehausen                     | Reibehausen       | Relbehausen                           |
| Remsfeld                        | Remsfeld          | Remsfeld                              |
|                                 | Rockshausen       |                                       |
| Rodemann                        | Rodemann          | Rodemann                              |
|                                 | Roppershain       | Roppershain                           |
| Rückersfeld                     | Rückersfeld       | Rückersfeld                           |
|                                 |                   | Saasen                                |
|                                 |                   | Salzberg                              |
| Schellbach                      | Schellbach        | Schellbach                            |
| Sipperhausen                    | Sipperhausen      | Sipperhausen                          |
| Sondheim                        | Sondheim          | Sondheim                              |
|                                 |                   | Steindorf                             |
| Todenhausen                     |                   |                                       |
| Uttershausen                    | Uttershausen      | Uttershausen                          |
| Verna                           | Verna             | Verna                                 |
|                                 | Völkershain       | Völkershain                           |
| Wabern                          | Wabern            | Wabern                                |
|                                 | Wallenstein       | Wallenstein                           |
| Wasmuthshausen                  | Waßmuthshausen    | Waßmuthshausen                        |
| Weiferode                       | Weiferode         | Weiferode                             |
| Wernswig                        | Wernswig          | Wernswig                              |
| Wichte                          |                   |                                       |
| Wüste Kirche                    |                   |                                       |
| Zennern                         | Zennern           | Zennern                               |

## Justizamt
Im Rahmen der Trennung von Verwaltung und Rechtsprechung wurden die Verwaltungsaufgaben dem Kreis Homberg und die Rechtsprechung dem Justizamt Homberg übertragen. Es war für das Hintergericht (nordöstlich von Homberg um den Mosenberg), einen Teil des Gerichts am Walde, das Gericht Vernegau, das Gericht am Spieß, das Gericht auf der Efze und das Gericht auf der Schwalm zuständig.